# 西海美术馆
西海美术馆（英語：TAG Art Museum）是一座位于山东省青岛市的美术馆。

## 历史
2021年8月12日建成开放，位于山东省青岛西海岸新区唐岛湾南岸，是西海艺术湾主要部分之一。由法国建筑师让·努维尔设计建造，占地面积5,837.5平方米，主体建筑17,000平方米。

## 营业时间
- 周二至周日：上午十点至下午六点半
- 周一闭馆